# Draft 2010 de la NFL
2009 2011
La draft 2010 de la NFL est la 75e draft annuelle de la National Football League, permettant aux franchises de football américain de sélectionner des joueurs universitaires éligibles pour jouer professionnels.
Elle s'est déroulée entre le 28 et le 30 avril 2010 au Radio City Music Hall de New York.

## Draft
La Draft se compose de 7 tours ayant, généralement, chacun 32 choix. L'ordre de sélection est décidé par le classement général des équipes durant la saison précédente, donc l'équipe ayant eu le moins de victoires va repêcher en premier et ainsi de suite jusqu'au gagnant du Super Bowl. Les équipes peuvent échanger leurs choix de repêchage, ce qui fait en sorte que l'ordre peut changer.
Les équipes peuvent enfin recevoir des choix compensatoires. Ces choix sont à la fin des tours et il n'est pas possible pour les équipes de les échanger. Les choix compensatoires sont remis aux équipes ayant perdu plus de joueurs (et de meilleure qualité) qu'ils en ont signés durant la période d'agent libre.
- ° : Intronisé au Pro Football Hall of Fame
- † : Joueur sélectionné pour le Pro Bowl

### Changement dans l'ordre des choix
Lors de l'assemblée annuelle des propriétaires de 2009, les propriétaires des franchises de la NFL approuvent à l'unanimité les modifications apportées à l'ordre d'affectation des sélections, à compter de la draft 2010.
Le nouveau format prend en compte le classement des équipes en séries éliminatoires. Les deux changements majeurs par rapport aux années précédentes sont les suivants :
- Les équipes qualifiées les séries éliminatoires choisissent après celles qui ne le sont pas.
- Les équipes qui avancent le plus loin dans les playoffs choisissent plus tard. En 2008, les Chargers, qui ont un bilan de 8 à 8 en saison régulière, battent les Colts d'Indianapolis, qui ont un bilan de 12-4, dans le match de Wild Card AFC. Néanmoins, les Chargers reçoivent le 16e choix tandis que les Colts le 27e et les Patriots, qui ratent les playoffs, obtiennent la 23e sélection selon les règles en vigueur, se classant selon le bilan de la saison régulière pour toutes les équipes sauf celles du Super Bowl.

Le nouvel ordre attribue des choix pour chaque tour, comme indiqué dans le tableau ci-dessous. À l'exception des modifications mentionnées ci-dessus, l'ordre suivra généralement celui utilisé les années précédentes (c.-à-d., dans le cadre d'un statut donné, les équipes enregistrant les pires bilans de la saison régulière choisiront plus tôt dans le premier tour et les sélections passeront d'un tour à l'autre. entre les équipes à égalité).
Trois tirages à pile ou face sont nécessaires pour établir l'ordre de sélection final: Jacksonville, Tennessee et Atlanta les remportent face à Denver, la Caroline et Houston, respectivement.
| Statut                                         | Choix de draft |
| ---------------------------------------------- | -------------- |
| Équipe non qualifiée pour les playoffs         | 1–20           |
| Équipe éliminée aux tours de Wild Card         | 21–24          |
| Équipe éliminée aux championnats de division   | 25–28          |
| Équipe éliminée aux championnats de conférence | 29–30          |
| Équipe perdante du Super Bowl                  | 31             |
| Équipe gagnante du Super Bowl                  | 32             |

### Premier tour
Les joueurs choisis au premier tour.
| Choix | Équipe                             | Joueur              | Postes           | Université                     | Notes                                  |
| ----- | ---------------------------------- | ------------------- | ---------------- | ------------------------------ | -------------------------------------- |
| 1     | Rams de Saint-Louis                | Sam Bradford        | Quarterback      | Sooners de l'Oklahoma          |                                        |
| 2     | Lions de Détroit                   | Ndamukong Suh †     | Defensive tackle | Cornhuskers du Nebraska        |                                        |
| 3     | Buccaneers de Tampa Bay            | Gerald McCoy †      | Defensive tackle | Sooners de l'Oklahoma          |                                        |
| 4     | Redskins de Washington             | Trent Williams †    | Offensive tackle | Sooners de l'Oklahoma          |                                        |
| 5     | Chiefs de Kansas City              | Eric Berry †        | Safety           | Volunteers du Tennessee        |                                        |
| 6     | Seahawks de Seattle                | Russell Okung †     | Offensive tackle | Cowboys d'Oklahoma State       |                                        |
| 7     | Browns de Cleveland                | Joe Haden †         | Cornerback       | Gators de la Floride           |                                        |
| 8     | Raiders d'Oakland                  | Rolando McClain     | Linebacker       | Crimson Tide de l'Alabama      |                                        |
| 9     | Bills de Buffalo                   | C. J. Spiller †     | Running back     | Tigers de Clemson              |                                        |
| 10    | Jaguars de Jacksonville            | Tyson Alualu        | Defensive tackle | Golden Bears de la Californie  |                                        |
| 11    | 49ers de San Francisco             | Anthony Davis       | Offensive tackle | Scarlet Knights de Rutgers     | Bears → Broncos, → 49ers,              |
| 12    | Chargers de San Diego              | Ryan Mathews †      | Running back     | Bulldogs de Fresno State       | Dolphins → Chargers,                   |
| 13    | Eagles de Philadelphie             | Brandon Graham †    | Defensive end    | Wolverines du Michigan         | 49ers → Broncos → Eagles,              |
| 14    | Seahawks de Seattle                | Earl Thomas †       | Safety           | Longhorns du Texas             | Broncos → Seahawks,                    |
| 15    | Giants de New York                 | Jason Pierre-Paul † | Defensive end    | Bulls de South Florida         |                                        |
| 16    | Titans du Tennessee                | Derrick Morgan      | Defensive end    | Yellow Jackets de Georgia Tech |                                        |
| 17    | 49ers de San Francisco             | Mike Iupati †       | Offensive guard  | Vandals de l'Idaho             | Panthers → 49ers,                      |
| 18    | Steelers de Pittsburgh             | Maurkice Pouncey †  | Centre           | Gators de la Floride           |                                        |
| 19    | Falcons d'Atlanta                  | Sean Weatherspoon   | Linebacker       | Tigers du Missouri             |                                        |
| 20    | Texans de Houston                  | Kareem Jackson      | Cornerback       | Crimson Tide de l'Alabama      |                                        |
| 21    | Bengals de Cincinnati              | Jermaine Gresham †  | Tight end        | Sooners de l'Oklahoma          |                                        |
| 22    | Broncos de Denver                  | Demaryius Thomas †  | Wide receiver    | Yellow Jackets de Georgia Tech | Patriots → Broncos,                    |
| 23    | Packers de Green Bay               | Bryan Bulaga        | Offensive tackle | Hawkeyes de l'Iowa             |                                        |
| 24    | Cowboys de Dallas                  | Dez Bryant †        | Wide receiver    | Cowboys d'Oklahoma State       | Eagles → Broncos → Patriots → Cowboys, |
| 25    | Broncos de Denver                  | Tim Tebow           | Quarterback      | Gators de la Floride           | Ravens → Broncos,                      |
| 26    | Cardinals de l'Arizona             | Dan Williams        | Defensive tackle | Volunteers du Tennessee        |                                        |
| 27    | Patriots de la Nouvelle-Angleterre | Devin McCourty †    | Cornerback       | Scarlet Knights de Rutgers     | Cowboys → Patriots                     |
| 28    | Dolphins de Miami                  | Jared Odrick        | Defensive tackle | Nittany Lions de Penn State    | Chargers → Dolphins                    |
| 29    | Jets de New York                   | Kyle Wilson         | Cornerback       | Broncos de Boise State         |                                        |
| 30    | Lions de Détroit                   | Jahvid Best         | Running back     | Golden Bears de la Californie  | Vikings → Lions,                       |
| 31    | Colts d'Indianapolis               | Jerry Hughes        | Defensive end    | Horned Frogs de TCU            |                                        |
| 32    | Saints de La Nouvelle-Orléans      | Patrick Robinson    | Cornerback       | Seminoles de Florida State     |                                        |

#### Échanges premier tour
1. ↑    1. 11 Chicago échange cette sélection, une sélection de premier tour 2009 (18e; Robert Ayers sélectionné par Denver) et une sélection de troisième tour 2009 (84e; échangée avec Pittsburgh, qui sélectionne Mike Wallace (en)), et le quarterback Kyle Orton avec Denver pour le quarterback Jay Cutler et une sélection de cinquième tour 2009 (140e, Chicago sélectionne Johnny Knox (en))
2. ↑    1. 11 Denver échange cette sélection acquise de Chicago avec San Francisco pour une sélection de premier tour (13e; échangée avec Philadelphie, qui sélectionn Brandon Graham) et une sélection de quatrième tour (113e; échangée avec la Nouvelle-Angleterre, qui choisit Aaron Hernandez)
3. ↑    1. 12 Miami échange cette sélection, une sélection de quatrième tour (110e; Darrell Stuckey (en) choisi par San Diego) et une sélection de sixième tour acquise de Kansas City (173e; échangée avec San Francisco qui choisit Anthony Dixon (en)) avec San Diego pour une sélection de premier tour (28e; Miami sélectionne de Jared Odrick), une sélection de deuxième tour acquise de Seattle (40e; Miami sélectionne de Koa Misi (en)), une sélection de quatrième tour (126e; échangée avec Dallas qui sélectionne Akwasi Owusu-Ansah) et le linebacker Tim Dobbins (en).
4. ↑    1. 13 voir #11 Broncos → 49ers
5. ↑    1. 13 Denver échange cette sélection acquise de San Francisco avec Philadelphie pour une sélection de premier tour (24e; après tous les échanges, Dallas sélectionnée Dez Bryant), une sélection de troisième tour acquise de Seattle (70e; échange avec Baltimore, qui choisit Ed Dickson), et une sélection de troisième tour (87e; Denver sélectionne Eric Decker).
6. ↑    1. 14 Denver échange cette sélection avec Seattle pour une sélection de deuxième tour en 2009 (37e; Denver choisit Alphonso Smith (en))
7. ↑    1. 17 La Caroline échange cette sélection avec San Francisco en 2009 pour des sélections de deuxième (43e; les Panthers sélectionnent Everette Brown (en)) et de quatrième tour (111e; Caroline sélectionne Mike Goodson (en))
8. ↑    1. 22 La Nouvelle-Angleterre échange cette sélection avec Denver pour une sélection de premier tour (24e ; échangée avec Dallas, qui sélectionne Dez Bryant) et une sélection de quatrième tour acquise de San Francisco (113e; Aaron Hernandez, Nouvelle-Angleterre).
9. ↑    1. 24 voir #13 Broncos → Eagles
10. ↑    1. 24 voir #22 Patriots → Broncos
11. ↑    1. 24 La Nouvelle-Angleterre échange cette sélection acquise auprès de Denver et sa sélection de quatrième tour (119e; échangée avec Miami qui sélectionne AJ Edds) avec Dallas pour une première sélection (27e; Devin McCourty choisi par la Nouvelle-Angleterre) et une sélection de troisième tour (90e; Taylor Price (en) choisi par la Nouvelle-Angleterre).
12. ↑    1. 25 Baltimore échange cette sélection avec Denver contre une sélection de second tour acquise de Miami (43e; Baltimore sélectionne Sergio Kindle), une sélection de troisième tour acquise de Philadelphie (70e; Baltimore sélectionne Ed Dickson) et une sélection de quatrième tour (114e; Dennis Pitta sélectionné par Baltimore).
13. ↑    1. 27 voir #24 Patriots → Cowboys
14. ↑    1. 28 voir #12 Dolphins → Chargers
15. ↑    1. 30 Le Minnesota échange cette sélection et une sélection de quatrième tour (128e; Detroit choisit Jason Fox) avec Détroit pour une sélection de deuxième tour (34e; Minnesota sélectionne Chris Cook (en)), une sélection de quatrième tour (100e; Everson Griffen au Minnesota), et une sélection de septième tour acquise de Cleveland (214e; le Minnesota sélectionne Mickey Shuler Jr. (en)).

### Joueurs notables sélectionnés aux tours suivants
| Choix | Équipe                             | Joueur                  | Postes           | Université                      | Notes                                            |
| ----- | ---------------------------------- | ----------------------- | ---------------- | ------------------------------- | ------------------------------------------------ |
| 33    | Rams de Saint-Louis                | Rodger Saffold †        | Offensive tackle | Hoosiers de l'Indiana           |                                                  |
| 36    | Chiefs de Kansas City              | Dexter McCluster (en) † | Running back     | Rebels d'Ole Miss               |                                                  |
| 38    | Browns de Cleveland                | T. J. Ward †            | Safety           | Ducks de l'Oregon               |                                                  |
| 42    | Patriots de la Nouvelle-Angleterre | Rob Gronkowski †        | Tight end        | Wildcats de l'Arizona           | Bears → Buccaneers, → Raiders, → Patriots,       |
| 45    | Broncos de Denver                  | Zane Beadles †          | Offensive tackle | Utes de l'Utah                  |                                                  |
| 46    | Giants de New York                 | Linval Joseph †         | Defensive tackle | Pirates d'East Carolina         |                                                  |
| 47    | Cardinals de l'Arizona             | Daryl Washington †      | Linebacker       | Horned Frogs de TCU             | Titans → Patriots, → Cardinals,                  |
| 54    | Bengals de Cincinnati              | Carlos Dunlap †         | Defensive end    | Gators de la Floride            |                                                  |
| 55    | Cowboys de Dallas                  | Sean Lee †              | Linebacker       | Nittany Lions de Penn State     | Eagles → Cowboys,                                |
| 60    | Seahawks de Seattle                | Golden Tate †           | Wide receiver    | Fighting Irish de Notre-Dame    | Chargers → Seahawks,                             |
| 82    | Steelers de Pittsburgh             | Emmanuel Sanders †      | Wide receiver    | Mustangs de SMU                 |                                                  |
| 88    | Cardinals de l'Arizona             | Andre Roberts †         | Wide receiver    | Bulldogs de La Citadelle (en)   | Ravens → Cardinals,                              |
| 91    | 49ers de San Francisco             | NaVorro Bowman †        | Linebacker       | Nittany Lions de Penn State     | Chargers → 49ers,                                |
| 95    | Saints de La Nouvelle-Orléans      | Jimmy Graham †          | Tight end        | Hurricanes de Miami             |                                                  |
| 100   | Vikings du Minnesota               | Everson Griffen †       | Defensive end    | Trojans de l'USC                | Lions → Vikings                                  |
| 104   | Titans du Tennessee                | Alterraun Verner (en) † | Cornerback       | Bruins de l'UCLA                | Seahawks → Titans,                               |
| 110   | Chargers de San Diego              | Darrell Stuckey (en) †  | Safety           | Jayhawks du Kansas              | Dolphins → Chargers                              |
| 120   | Bengals de Cincinnati              | Geno Atkins †           | Defensive tackle | Bulldogs de la Géorgie          |                                                  |
| 133   | Seahawks de Seattle                | Kam Chancellor †        | Safety           | Hokies de Virginia Tech         | Lions → Seahawks,                                |
| 163   | Dolphins de Miami                  | Reshad Jones †          | Safety           | Bulldogs de la Géorgie          | Saints → Eagles, → Rams, → Redskins, → Dolphins, |
| 175   | Panthers de la Caroline            | Greg Hardy †            | Defensive end    | Rebels d'Ole Miss               | Raiders → Panthers,                              |
| 195   | Steelers de Pittsburgh             | Antonio Brown †         | Wide receiver    | Chippewas de Central Michigan   | Cardinals → Steelers,                            |
| 222   | Titans du Tennessee                | Marc Mariani (en) †     | Wide receiver    | Grizzlies du Montana            |                                                  |
| ND    | Ravens de Baltimore                | Morgan Cox †            | Long snapper     | Volunteers du Tennessee         |                                                  |
| ND    | Bengals de Cincinnati              | James Develin †         | Fullback         | Bears de Brown                  | [ Note 1 ]                                       |
| ND    | Packers de Green Bay               | Sam Shields †           | Cornerback       | Hurricanes de Miami             |                                                  |
| ND    | Saints de La Nouvelle-Orléans      | Chris Ivory †           | Running back     | Dragons de Tiffin (en)          |                                                  |
| ND    | Giants de New York                 | Victor Cruz †           | Wide receiver    | Minutemen d'UMass               |                                                  |
| ND    | Eagles de Philadelphie             | Alejandro Villanueva †  | Offensive tackle | Black Knights de l'Army         |                                                  |
| ND    | Rams de Saint-Louis                | Darian Stewart (en) †   | Safety           | Gamecocks de la Caroline du Sud |                                                  |

#### Échanges tours suivants
1. ↑    1. 42 Chicago échange cette sélection avec Tampa Bay contre le defensive end Gaines Adams.
2. ↑    1. 42 Oakland échange sa sélection de deuxième tour (39e) avec Tampa Bay contre une sélection de deuxième tour (42e) et une sélection de cinquième tour (153e).
3. ↑    1. 42 Oakland négocie cette sélection (42e) acquise de Tampa Bay avec les Patriots pour une sélection de second tour que la Nouvelle-Angleterre avait acquise de Jacksonville (44e) et la sélection de sixième tour des Patriots (190e).
4. ↑    1. 47 Le Tennessee échange sa sélection (47e) avec la Nouvelle-Angleterre pour une sélection de troisième tour de la draft 2009 (89e).
5. ↑    1. 47 La Nouvelle-Angleterre échange sa sélection (47e) acquise du Tennessee avec l'Arizona pour une sélection de second tour (58e) et une sélection de troisième tour (89e).
6. ↑    1. 55 Philadelphie échange sa sélection (55e) avec Dallas pour une sélection de deuxième tour (59e) et une sélection de quatrième tour (125e).
7. ↑    1. 60 Seattle échange sa sélection de deuxième tour (40e) et une sélection de troisième tour de la draft 2011 (89e) avec San Diego pour le quarterback Charlie Whitehurst et la sélection de deuxième tour des Chargers en 2010 (60e).
8. ↑    1. 88 Baltimore échange sa sélection de troisième tour (88e) et une sélection de quatrième tour (123e) avec l'Arizona contre le wide receiver Anquan Boldin et une sélection de cinquième tour (157e).
9. ↑    1. 91 San Francisco échange sa sélection de troisième tour (79e) avec San Diego pour une sélection de troisième tour (91e), une sélection de sixième tour acquise de Miami (173e) et une sélection de quatrième tour de la draft 2011 (115e).
10. ↑    1. 100 voir #30 Vikings → Lions
11. ↑    1. 104 Seattle échange sa sélection de quatrième tour (104e) et une sélection de sixième tour (176e) avec le Tennessee pour le running back LenDale White (en), le defensive tackle Kevin Vickerson (en), une sélection de quatrième tour (111e) et une sélection de sixième tour (185e).
12. ↑    1. 110 voir #12 Dolphins → Chargers
13. ↑    1. 133 Détroit échange sa sélection de cinquième tour (133e) et son defensive end Robert Henderson (en) avec Seattle contre le guard Rob Sims et une sélection de septième tour (213e).
14. ↑    1. 163 La Nouvelle-Orléans échange sa sélection de cinquième tour (163e) et une sélection de septième tour de la draft 2009 (222e) avec Philadelphie pour une sélection de cinquième tour de 2009 (164e).
15. ↑    1. 163 Philadelphie échange sa sélection du cinquième tour (163e) acquise de La Nouvelle-Orléans et le wide receiver Brandon Gibson (en) avec St. Louis pour le linebacker Will Witherspoon (en).
16. ↑    1. 163 Washington échange sa sélection de cinquième tour (135e) et une sélection de septième tour (211e) avec St. Louis contre le defensive lineman Adam Carriker (en), une sélection de cinquième tour acquise de Philadelphie (163e) et une sélection de septième tour (208e).
17. ↑    1. 163 Washington échange sa sélection de cinquième tour (163e) acquise de Saint-Louis avec Miami pour une sélection de sixième tour, que Miami avait acquise de Washington (174e) et une sélection de septième tour (219e).
18. ↑    1. 175 Oakland échange sa sélection de sixième tour (175e) et une sélection de septième tour de la draft 2009 (216e) avec les Panthers pour une sélection de sixième tour de 2009 (202e).
19. ↑    1. 195 Pittsburgh échange sa sélection de cinquième tour (155e) acquise des Jets de New York avec l'Arizona contre le cornerback Bryant McFadden (en) et une sélection de sixième tour (195e).

### Choix de draft supplémentaire
Pour chaque joueur sélectionné dans la draft supplémentaire, l'équipe de sélection perd son choix lors de ce tour dans la draft de la saison suivante.
| Tour | Équipe            | Joueur           | Postes           | Université                    | Notes |
| ---- | ----------------- | ---------------- | ---------------- | ----------------------------- | ----- |
| 7    | Bears de Chicago  | Harvey Unga (en) | Running back     | Cougars de BYU                | ,     |
| 7    | Cowboys de Dallas | Josh Brent (en)  | Defensive tackle | Fighting Illini de l'Illinois | ,     |

### Joueurs notables non draftés
| Équipe              | Joueur       | Postes       | Université              |
| ------------------- | ------------ | ------------ | ----------------------- |
| Ravens de Baltimore | Morgan Cox † | Long snapper | Volunteers du Tennessee |